# NGC 5172
NGC 5172 é uma galáxia espiral barrada (SBbc) localizada na direcção da constelação de Coma Berenices. Possui uma declinação de +17° 03' 06" e uma ascensão recta de 13 horas, 29 minutos e 19,0 segundos.
A galáxia NGC 5172 foi descoberta em 7 de Maio de 1826 por John Herschel.